# Жи (Мерт и Мозел)
Жи (фр. Gye) насеље је и општина у североисточној Француској у региону Лорена, у департману Мерт и Мозел која припада префектури Тул.
По подацима из 2011. године у општини је живело 201 становника, а густина насељености је износила 30,88 становника/km². Општина се простире на површини од 6,51 km². Налази се на средњој надморској висини од 235 метара (максималној 252 m, а минималној 214 m).

## Демографија
| 1962. | 1968. | 1975. | 1982. | 1990. | 1999. | 2011. |
| ----- | ----- | ----- | ----- | ----- | ----- | ----- |
| 110   | 114   | 120   | 104   | 111   | 187   | 201   |

График промене броја становника у току последњих година